# (15134) 2000 ED92
A (15134) 2000 ED92 egy kisbolygó a Naprendszerben. A LINEAR projekt keretében fedezték fel 2000. március 9-én.